# さとゆり
さとゆり（1994年9月8日 - ）は、日本の女性ピン芸人。吉本興業所属。バレーボールの経験を生かしたバレーボール芸人として活動。兵庫県加古川市出身。本名、佐藤 由梨。

## 略歴
明石市立魚住中学校、兵庫県立氷上高等学校、愛知学院大学を卒業。小学3年生のころに自身が住んでいたマンションでバレーボールチームが結成され、友人がバレーボールを始めたことに影響されて自身もチームに参加する。マンションのバレーボールチームは遊び感覚のものであったが、小学5年生の時点で身長が162.3cmに達したことから本格的に活動するチームにスカウトされ、毎日の練習などには消極的ではあったが、母の勧めで参加することを決める。
中学3年生時にはバレーボール部のキャプテンを務め、全国都道府県対抗中学バレーボール大会に兵庫県選抜として出場。氷上高校では2年生時にアウトサイドヒッターからリベロに転向し、2012年の春の高校バレーで準優勝。愛知学院大学バレーボール部の先輩に東レアローズ滋賀の青柳京古がいる。
指導者として部活動に関わることを目指し、教員免許を取得。大学を卒業後、母校である氷上高校で保健体育の教諭をしながらバレーボール部の顧問を務め、指導者としてもチームを春高バレー出場に導く。「厳しくしないといけない」という意識で教諭、顧問を務める一方で、お笑いを好きな自分が怒ってばかりいることに葛藤し、お笑い芸人を目指すようになる。
大阪NSC42期を卒業し、お笑いコンビ「スターティングメンバー」のメンバーとして2020年6月に吉本興業からデビュー。コロナ禍でのデビューであったこともあり、SNSでの動画投稿を中心とした活動を行う。2021年8月に「スターティングメンバー」は解散。
2023年9月1日、オンラインサロン「さとゆりーずJAPAN」を開設。同じく9月より、元自衛官芸人のちっぴぃちゃんズ、元柔道家芸人の鮭田とともにユニット「しゃけゆりちゃんズ」としても活動している。
2024年11月1日、スポーツウェアブランド「スクアドラ」のアンバサダーに就任。
2025年1月25日に開催された「SVリーグ オールスターゲーム 2024-25」に体調不良で欠場したNECレッドロケッツ川崎の佐藤淑乃の代役として出場。同年4月20日に吉本興業初のバレーボール大会「さとゆり杯」を関西大学北陽高校で開催。春高バレーのような花形の舞台を小学生にも作りたいと考えたことから大会を企画し、クラウドファンディングで資金を集めた。大会にはジュニアバレーボールチームに加え、バンビーノ、ひょっこりはん、ちっぴぃちゃんズら吉本興業のお笑い芸人も参加した。

## 芸風
バレーボール経験を生かしたバレーボールのあるあるをネタにした「バレーボールあるある」を動画などでSNSで公開している。

## 出演番組

### テレビ
- ザ・細かすぎて伝わらないモノマネ (2021年12月11日、2022年12月17日、2023年12月16日、フジテレビ系列)
- 高校生応援プロジェクト!! アオハル魂 (2023年4月1日 - 、BAN-BANテレビ) - レギュラー[14]
- NEWS×情報 キャッチ+ (2024年4月2日 - 、サンテレビ) - 火曜日レギュラー[15][16]

### ラジオ
- さとゆりトーク (2020年7月6日 - 、FM805たんば)[17]

## 書籍

### 単著
- バレーボール芸人 さとゆりのザ! バレーボールあるある (2024年9月26日、ワニブックス、ISBN 978-4-8470-7493-6)[7]